# Окислительно-восстановительный потенциал

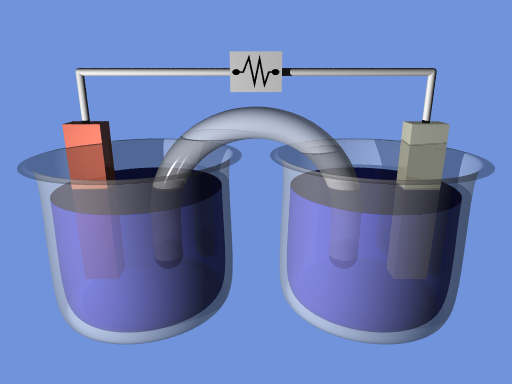
Схема электрохимического элемента.

Окислительно-восстановительный потенциал (редокс-потенциал от англ. redox — reduction-oxidation reaction, Eh или Eh) — мера способности химического вещества присоединять электроны (восстанавливаться). Окислительно-восстановительный потенциал выражают в милливольтах (мВ). Примером окислительно-восстановительного электрода являются: Pt/Fe3+, Fe2+.

## Определение величины редокс-потенциала
Окислительно-восстановительный потенциал определяют как электрический потенциал, устанавливающийся при погружении платины или золота (инертный электрод) в окислительно-восстановительную среду, то есть в раствор, содержащий как восстановленное соединение (Ared), так и окисленное соединение (Aox). Если полуреакцию восстановления представить уравнением:
Aox + n·e− → Ared,
то количественная зависимость окислительно-восстановительного потенциала от концентрации (точнее активностей) реагирующих веществ выражается уравнением Нернста.
Окислительно-восстановительный потенциал определяют электрохимическими методами с использованием стеклянного электрода с red-ox функцией и выражают в милливольтах (мВ) относительно стандартного водородного электрода в стандартных условиях.

## Применение в биохимии
В биохимии для обозначения передаваемого от донора к акцептору одного электронного эквивалента (электрона, либо электрона и протона и др.) часто используют термин восстановительный эквивалент. Этот термин ничего не говорит о том, что именно передаётся — электрон как таковой, водородный атом, гидрид-ион (Н-) или же передача происходит в реакции с кислородом, приводящей к образованию окисленного продукта.
Способность восстановителя отдавать электроны окислителю выражается величиной окислительно-восстановительного потенциала (стандартного восстановительного потенциала) или редокс-потенциала. Редокс-потенциал определяют измерением электродвижущей силы (э. д. с.) в вольтах, возникающей в полуэлементе, в котором восстановитель и окислитель, присутствующие в концентрациях равных 1 моль/литр при 25°С и рН 7,0, находятся в равновесии с электродом, способным принимать электроны от восстановителя и передавать их окислителю. В качестве стандарта принят редокс-потенциал реакции Н2 → 2Н+ + 2e−, который при давлении газообразного водорода в 1 атмосферу при концентрации ионов Н+ равной 1 моль/литр (что соответствует рН = 0) и при 25°С условно принят за нуль. В условиях значения рН, принятого в качестве стандарта при биохимических расчётах, то есть при рН 7,0 , редокс-потенциал (Е°´) водородного электрода (системы Н2 /2Н+) равен −0,42 В.
Значения редокс-потенциала (Е°´) для некоторых окислительно-восстановительных пар, играющих важную роль при переносе электронов в биологических системах:
| Восстановитель        | Окислитель            | Ео´, В |
| --------------------- | --------------------- | ------ |
| Н2                    | 2Н+                   | -0,42  |
| НАД • Н + Н+          | НАД+                  | -0,32  |
| НАДФ • Н + Н+         | НАДФ+                 | -0,32  |
| Флавопротеин (восст.) | Флавопротеин (окисл.) | -0,12  |
| Кофермент Q • Н2      | Кофермент Q           | +0,04  |
| Цитохром B (Fe2+)     | Цитохром B (Fe3+)     | +0,07  |
| Цитохром C1 (Fe2+)    | Цитохром C1 (Fe3+)    | +0,23  |
| Цитохром A (Fe2+)     | Цитохром A(Fe3+)      | +0,29  |
| Цитохром A3 (Fe2+)    | Цитохром A3 (Fe3+)    | +0,55  |
| H2O                   | ½ О2                  | +0,82  |

Система с более отрицательным редокс-потенциалом обладает большей способностью отдавать электроны системе с более положительным редокс-потенциалом. Например, пара НАД • Н / НАД+ , редокс-потенциал которой равен −0,32 В будет отдавать свои электроны окислительно-восстановительной паре флавопротеин (восстановл.) / флавопротеин (окислен.), имеющей потенциал −0,12 В, то есть более положительный. Большая положительная величина редокс-потенциала окислительно-восстановительной пары вода/кислород (+0,82 В) указывает на то, что у этой пары способность отдавать электроны (то есть способность образовывать молекулярный кислород) выражена очень слабо. Иначе можно сказать, что у молекулярного кислорода очень велико сродство к электронам или водородным атомам.